# Quantifizierung
Quantifizierung (von lateinisch quantum, „wie viel, so viel wie“) ist die Beschreibung von Gegenständen, Sachverhalten und Tatbeständen durch Angabe von Mengen, Werten oder Zahlen.

## Allgemeines
Die Tendenz zur Quantifizierung bedeutet, dass Präzision und Exaktheit gesucht werden an Stelle von vagen oder qualitativen Angaben. Quantifizierung ist die Umformung der Darstellung von Eigenschaften auf mathematisch messbare Größen, etwa die Umformung von weichen Daten in harte Daten. Dabei werden Eigenschaften und Beschaffenheit von Gegenständen, Sachverhalten und Tatbeständen in Zahlenwerte, insbesondere Kardinalzahlen, umformuliert.
Die Forderung nach höchstmöglicher Genauigkeit der Messungen führt zwangsläufig zu dem Versuch, Datenerhebung und Datenauswertung mittels mathematisch-statistischer Verfahren zu präzisieren und zu standardisieren. Das Streben nach Quantifizierung ist nicht dogmatisch, sondern ein nützliches Ziel, das dort anzustreben ist, wo es der Gegenstandsbereich erlaubt.

## Quantifizierungsverfahren
Voraussetzung für eine Quantifizierung ist die Definition einer quantifizierbaren Größe und die Angabe eines Quantifizierungsverfahrens. Eine Vergleichbarkeit entsteht durch die Anwendung desselben Verfahrens auf unterschiedliche Tatbestände oder Sachverhalte. Quantifizierung ermöglicht die Entwicklung und Verwendung differenzierter quantitativer Modelle eines Fachgebietes und damit bewusst gesteuertes, differenziert-zielgerichtetes Handeln – im Gegensatz zu intuitiv gesteuertem Handeln.
Die zum Zwecke der Quantifizierung eingesetzten Quantifizierungsverfahren sind vielfältig. Um ihre Akzeptanz zu gewährleisten, muss die Umsetzbarkeit und Integrationsfähigkeit des Verfahrens geprüft werden.
Folgende Quantifizierungsverfahren werden angewandt:
- Direkte Messung weist den höchsten Quantifizierungsgrad auf und gilt als objektive, analytisch verwendbare Größe.
- Indirekte Quantifizierung über Berechnung erfolgt, wenn eine direkte Messung nicht möglich oder unwirtschaftlich ist.
- Schätzung durch Experten, wobei Schätzwerte im Regelfall eine geringere Genauigkeit aufweisen.

Die Zuverlässigkeit des Quantifizierungsverfahrens ist am geringsten bei der durch Schätzung erzielten Quantifizierung.

## Logik
Die Quantifizierung durch einen Allquantor bezeichnet man als Allquantifikation, die durch einen Existenzquantor als Existenzquantifikation.

## Naturwissenschaft und Technik
Quantifikation ist die durch einen Quantor zu erreichende Umwandlung freier Variabler einer Aussageform in gebundene Variable, also die Umwandlung einer Aussageform zu einer (wahren oder falschen) Aussage. In der Meteorologie beispielsweise stellen Wetterdaten die Quantifizierung unscharfer Begriffe wie „heiß“, „trocken“ oder „windstill“ durch Messung der Lufttemperatur (35° Celsius), Luftfeuchtigkeit (30 %) oder Windstärke (0) dar.
Quantifizierbare Größen sind etwa Temperatur, Zeit, Winkel, Frequenz, Geschwindigkeit, Beschleunigung, Kraft, Druck, elektrische Spannung, Lichtstärke, Strahlendosis. Die Messung besteht in der Gewinnung eines Messwertes, – oft mittels Umformung in ein elektrisches Analog- oder Digitalsignal. Der eigentliche Messfühler heißt Sensor, das Teilgebiet für Sensoren also Sensorik.
Vertreter der klassischen Verhaltensbiologie entwickelten ein sogenanntes Prinzip der doppelten Quantifizierung im Rahmen der Instinkttheorie. Hierbei ging man davon aus, dass Intensität und Geschwindigkeit einer Instinkthandlung von der Qualität des Schlüsselreizes und der Stärke der Handlungsbereitschaft eines Tieres abhängen.

## Prädikatenlogik
Quantifizierung (lateinisch numeratio) ist in der Prädikatenlogik die Anwendung von Quantoren zur Darstellung der logischen Formen universaler (Allquantor: ∀) und partikularer (Existenzquantor: ∃) Urteile.

## Experimentelle Diagnostik
In der Experimentalpsychologie geht es in weiten Teilen darum, qualitative Eigenschaften eines Verhaltens oder einer Leistung detaillierter fassbar, vergleichbar und möglichst objektiv bewertbar zu gestalten. Dazu bedient sich die Testpsychologie geeigneter Verfahren, die über eine Faktorenanalyse und Quantifizierung das zunächst nur einer subjektiven Beobachtung und daraus erwachsenden Bewertung zugänglich erscheinende Ausgangsmaterial einer möglichst objektiven Analyse und statistischen Auswertung zuzuführen. Das bedeutet, dass die Eigenschaften in Zahlenwerte, Qualitäten in Quantitäten transferiert werden müssen.
So zerlegt beispielsweise der Wiener Koordinationsparcours das sehr komplexe Fähigkeitsspektrum der Koordinativen Fähigkeiten mittels einer Faktorenanalyse zunächst in ihre wichtigsten Komponenten. Diese werden anschließend in einer sogenannten Testbatterie miteinander verbunden, über spezifische Aufgabenstellungen provoziert und unter dem Gesichtspunkt, dass sich die Anforderungen an das Koordinationsvermögen mit der Schnelligkeit der geforderten Bewegungsabläufe graduell erhöhen, über den Korridor der Zeitmessung in Zahlenwerte umgesetzt. Aus den Rohscores erwachsende, in Zahlen dargestellte Normentafeln ermöglichen in der Folge eine vergleichende Analyse und Bewertung der Testleistungen.
In ähnlicher Weise verfährt die Psychologische Diagnostik methodisch mit dem Phänomen der Intelligenz. Sie isoliert zunächst die als relevant eingestuften Faktoren, um sie anschließend über darauf zugeschnittene Aufgabenstellungen in Subtests einer Batterie leistungsmäßig erkennbar zu machen. Vorreiter dieser Strategie waren etwa Alfred Binet, der als Begründer der Psychometrie gilt, Charles Spearman, dem wesentliche Impulse zur Entwicklung der Klassischen Testtheorie zu verdanken sind oder John C. Raven, der mit seinen Matrizentests bahnbrechende Forschungsarbeit zur Umsetzung und Auswertung beigetragen hat. Intelligenz wird durch den Intelligenzquotienten quantifiziert.

## Pädagogik
In Schulen, Universitäten oder sonstigen Bildungseinrichtungen, die mit Prüfungen abschließen, wird die Leistung durch Benotung gemessen. Die Quantifizierung der Schulleistung erfolgt durch Schulnoten, der Arbeitsleistung durch Mitarbeiterbewertungen oder dienstliche Beurteilungen, die in Leistungsklassen abgestuft werden können.

## Psychologie und Psychiatrie
Quantifizierung ist in der Psychologie die Bezeichnung für das „Ausdrücken von Eigenschaften in Zahlen bzw. in Bezug auf Skalen des Messens, einschließlich der eventuell notwendigen Prozedur der Umwandlung von Qualitäten in Quantitäten“.
Psychologische Prozesse sind vielfältig und komplex. Während gewisse Reaktionen in einem Reiz-Reaktions-Modell gut messbar sind, sind andere Prozesse wie Furcht und Träume quantitativ nur schwer zu erfassen. Quantifizierung dient der Externalisierung, Validierung und Verbesserung der Reliabilität. Selbstberichtsverfahren können der statistischen Auswertung dienen, etwa bei der Meinungsforschung. Einzelne Autoren wie Hans Heinrich Wieck haben sich – etwa zur Verbesserung der Diagnostik bei Funktionspsychosen – um die Quantifizierung von Befunden besonders verdient gemacht. Einerseits sind also naturwissenschaftliche Methoden anzuwenden, andererseits sind nur metapsychologische über das konkret Erfahrbare hinausgehende begriffliche Annäherungen möglich. Eine solche begriffliche Annäherung stellt der von Sigmund Freud geprägte Begriff des Affektbetrags dar. Die Quantifizierung kommt auch in seiner Lehre von der Ökonomie zum Ausdruck. Testpsychologische Verfahren werden in der experimentellen Diagnostik verwendet. Auf die Grenzen der psychologisch-psychiatrischen Quantifizierung wird hier in einem weiteren Kapitel eingegangen.

## Geisteswissenschaften
Geisteswissenschaften wie Quantitative Linguistik, Psychologie und Soziologie versuchen oft, Einstellungen und Verhalten von Individuen oder Gruppen über quantitative Modelle zu erfassen. Da menschliches Verhalten starken Variationen unterworfen ist, sind diese Modelle fast immer statistischer Natur und treffen Wahrscheinlichkeitsaussagen.

## Ökonometrie
Mit der Aufstellung eines ökonometrischen Modells ist ein wichtiger Schritt zur Quantifizierung ökonomischer Theorien getan. Erhebt eine Theorie Realitätsanspruch, müssen sich die in einem Modell formulierten Beziehungen zwischen den ökonomischen Variablen auch in den tatsächlichen Beobachtungen dieser Variablen widerspiegeln. Die Vorteile, die aus einer Ergänzung qualitativer Beziehungen durch ihre Quantifizierung erwachsen, werden nicht nur in den Wirtschaftswissenschaften immer deutlicher erkannt.

## Sport
Um im Sport bei Wettkämpfen den oder die Sieger zu ermitteln, muss die sportliche Leistung gemessen werden. Das ist bei allen Sportarten möglich durch Zeitmessung (etwa im Laufsport, Schwimmsport), Zählung von Punkten (Basketball, Eishockey) und Toren (Fußball, Handball) sowie Höhen (Hochsprung, Stabhochsprung) oder Weiten (Weitsprung). Es handelt sich hierbei um Messgrößen, mit denen die sportliche Leistung gemessen und damit quantifiziert werden kann. Wer die beste Messgröße erreicht, gilt als Sieger.

## Wirtschaft
Im Prozessschritt der Quantifizierung müssen in Unternehmen Eigenschaften und Beschaffenheit von Sachverhalten in messbare Größen und Zahlen umformuliert werden. Die Kapazität oder die Auslastung eines Arbeiters kann beispielsweise als maximal mögliche bzw. tatsächliche Stückzahl gefertigter Güter pro Zeitspanne bestimmt werden. Die schnelle und zutreffende Interpretierbarkeit von quantifizierten Unternehmensrisiken hat maßgeblichen Einfluss auf das Erkennen von Schwachstellen im Unternehmen.
Unternehmensziele wie Gewinnmaximierung oder Subziele wie Steigerung der Marktmacht müssen zwecks Operationalisierbarkeit quantifiziert werden. Eine Zielquantifizierung könnte beispielsweise „4 Millionen Euro Jahresüberschuss“ bei der Gewinnmaximierung oder „Marktanteil 35 % vom Marktvolumen“ bei der Marktmacht bedeuten. Selbst der Zielerreichungsgrad lässt sich dann quantifizieren. Wurden 3 Millionen Euro Gewinn erzielt, liegt der Zielerreichungsgrad bei 75 %, erhöhte sich der Marktanteil auf 28 %, liegt der Erreichungsgrad bei 80 %.
Zur Messung der Betriebsgröße stehen bei Großunternehmen, mittleren und kleinen Unternehmen als Messgröße Bilanzsumme, Geschäftsvolumen, Marktkapitalisierung, Mitarbeiterzahl oder Umsatzerlöse zur Verfügung.
Die Quantifizierung von Informationen kann einerseits durch direkt messbare Größen wie die transferierten Datenmengen pro Zeitspanne und andererseits durch schwer oder nicht messbare Kriterien wie der Nutzen erfolgen.
Jürgen Hauschildt unterscheidet bei der Innovationskontrolle folgende Ansätze:
- Qualitativer Ansatz: Ergibt sich aus Befragungen mit sehr subjektiven Einschätzungen.
- Quantitativer Ansatz: Beruht auf betriebswirtschaftlichen Kennzahlen wie Unternehmenswachstum oder Gewinnsteigerung.
- Semi-quantitativer Ansatz: Beobachtungs- und Befragungsergebnisse werden verdichtet und numerisch dargestellt.

Den höchsten Quantifizierungsgrad erreichen Unternehmensdaten.
Im Bankwesen erfolgt die Risikoquantifizierung der verschiedenen Risikoarten (insbesondere Markt-, Kredit-, Liquiditäts- oder operationelle Risiken) im Sinne von Standardauswertungen über so genannte Value-at-Risk-Modelle, mit denen ermittelt wird, welcher maximale Verlust aus einer Risikoart mit einer bestimmten Wahrscheinlichkeit innerhalb einer Rechnungsperiode eintreten kann. Kredit- oder Emittentenrisiken werden durch Ratings oder Kreditscorings quantifiziert.

## Mathematisierung
Als Mathematisierung wird die Tendenz verstanden, die Interpretation einer mathematischen Theorie (etwa Graphentheorie) durch die Begriffe einer Theorie vorzunehmen. Bedeutende Beiträge zur Mathematisierung der Wirtschaftswissenschaften, unter anderem Grundlagen der linearen Optimierung sowie statische und dynamische Planungsmodelle und deren praktische Anwendung in der sozialistischen Wirtschaft leistete Leonid Witaljewitsch Kantorowitsch.

## Grenzen der Quantifizierung
Bei den Leistungseinschätzungen (Zensuren) von Schülern, Studenten, Auszubildenden oder Rekruten werden die sogenannten „Verbalnoten“ zu Statusberechnungen und genaueren Vergleichen gern auch in „Ziffernnoten“ umgesetzt. So kann eine „2“ etwa die Bewertung „gut“ oder eine „3“ die Bewertung „befriedigend“ repräsentieren. Soweit es dabei bleibt, scheint dies vertretbar. Problematisch wird die Quantifizierung, wenn die Ausgangsbeurteilungen in Verkennung ihrer Eigenart als nur sehr grobe Schätzwerte „übermathematisiert“ werden, in der Form, dass sie in Dezimalen zerlegt und so mit ihnen weitergerechnet und damit formal eine Genauigkeit der Aussage und des Leistungsvergleichs suggeriert wird, die das Ausgangsmaterial nicht hergibt. Die Auswertung kann nicht differenziertere Aussagen treffen als sie das Ausgangsmaterial (die Rohscores) bereitstellt. Die Gefahr einer Übermathematisierung und damit gegebenen Fehleinschätzung von Schätzwerten kann dadurch minimiert werden, dass schon das Ausgangsmaterial zahlenmäßig strukturiert wird, also z. B. eine intellektuelle Leistung in Punktwerten, eine Schießleistung über die Zahl der Ringe, eine Schnelligkeitsleistung über die Zeit- oder Frequenzmessung, eine Wurfleistung durch die Streckenmessung erfasst wird. Hierbei bleiben allerdings die qualitativen Merkmale, etwa die Ästhetik des Laufs oder Sprungs, unberücksichtigt. Sie gehen, wie etwa beim Skispringen, in eine punktemäßige Kombinationswertung von messbarer Weite und beurteilter Haltung und Landung ein. Die Genauigkeit der numerischen Auswertung muss mit einer entsprechenden Präzision und Differenzierung der Ausgangsdaten korrespondieren und darf diese nicht überinterpretieren.